# Budha

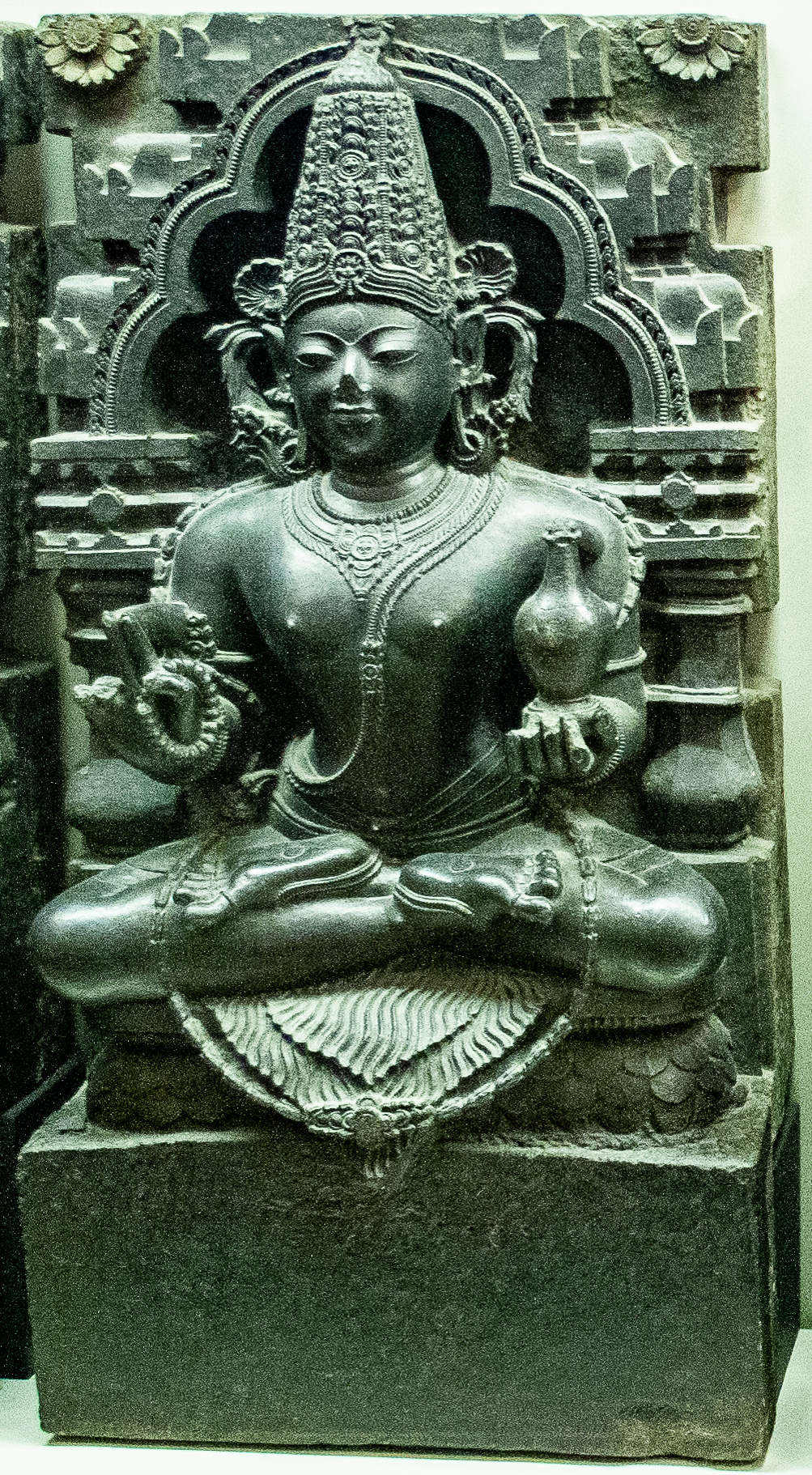
Budha (British Museum)

Budha (szanszkrit: बुध) szanszkrit szó, amely a Merkúr bolygót jelöli.
A korai hindu szövegek szerint szintén istenség, a bolygó megszemélyesítője, a kilenc égi ház vagy navagraha egyik tagja.
A bolygót a szerdai nappal azonosítják Indiában a hét napjai közül. Modern hindí, telugu, bengáli és gudzsaráti nyelveken a szerda neve budhvár (budhvār, बुधवार); tamilul és malajálamul budhan.[forrás?]